# Mus indutus
Mus indutus är en däggdjursart som först beskrevs av Thomas 1910.  Mus indutus ingår i släktet Mus och familjen råttdjur. IUCN kategoriserar arten globalt som livskraftig. Inga underarter finns listade i Catalogue of Life.

## Utseende
Arten blir 4,5 till 6,5 cm lång (huvud och bål), har en 3,0 till 5,2 cm lång svans och väger 3 till 8 g. Bakfötterna är cirka 1,5 cm långa och öronen är 0,8 till 1,2 cm stora. Håren som bildar den mjuka och spräckliga pälsen på ovansidan är gråa nära roten, ljus orangebruna i mitten och ibland svarta vid spetsen. Det finns en tydlig gräns mot den vita pälsen på undersidan som sträcker sig fram till hakan. Bakom de bruna öronen förekommer ofta en vit fläck. Även svansen är uppdelad i en ljusbrun ovansida och en vit undersida. Mus indutus har fyra fingrar vid framtassarna och fem tår vid bakfötterna som är utrustade med klor. Antalet spenar hos honor är två par vid bröstet och två par vid ljumsken.

## Utbredning
Arten lever i södra Afrika i Angola, Namibia och Botswana samt i angränsande områden. Den vistas i savanner och troligen i andra habitat. Mus indutus når ibland 1600 meter över havet.

## Ekologi
Denna mus bygger klotrunda bon av gräs och av andra växtdelar som göms i självgrävda jordhålor eller i övergivna bon av andra djur. Individerna letar på natten efter gräsfrön och frukter från akacior samt efter insekter. Troligen äts även gröna växtdelar.
Exemplar i fångenskap är påfallande aggressiva mot varandra och i enstaka fall dokumenterades kannibalism. Antagligen förekommer ingen fast parningstid men under regntiden föds flest ungar. Antalet ungar per kull är 2 till 8.